# Ali Sami Boyar
Ali Sami Boyar (* 15. Februar 1880 in Istanbul; † 22. September 1967 ebenda) war ein türkischer Maler, Museumsdirektor, Bürokrat, Journalist und Offizier.

## Leben und Werk
Ali Sami Boyar machte 1901 seinen Gymnasialabschluss an der Heybeli Deniz Harp Okulu (dt.: Heybeli Meereskriegsschule). Seine höhere künstlerische Ausbildung machte er an der Sanayi-i Nefise Hochschule, an der er 1908 graduierte. Zu seinen dortigen Lehrern gehörten unter anderen Osman Hamdi Bey, Salvatore Valeri, Ömer Adil und Joseph Warnia Zarzecki. Nach seinem Abschluss als Jahresbester begann er an der Meereskriegsschule als Kunstlehrer zu unterrichten. 1909 ging er nach Paris, um an der dortigen Kunsthochschule École des beaux-arts und im Atelier von Fernand Cormon seine künstlerische Ausbildung zu vervollkommnen. 1914 kehrte er nach Istanbul zurück und trat im Dienstgrad eines Hauptmannes aus der Armee aus. Im selben Jahr wurde er der Direktor des Bahriye oder auch Meeresmuseums. Im Jahr 1918 wurden seine Bilder auf Ausstellungen in Wien und Berlin gezeigt. Zwischen 1922 und 1923 war er der Direktor des Amtes für Stiftungen (tr: Vakiflar). Als 1925 die ersten Briefmarken der Türkischen Republik gedruckt wurden, war es Boyar, dessen Bilder sie zierten. 1926 waren seine Bilder dann auf den ersten Banknoten der jungen Republik zu sehen. In denselben Jahren wurden seine Gemälde in London und Paris ausgestellt. Von 1935 bis 1941 war er der Direktor des Hagia-Sofia-Museums in Istanbul. 1944 war er einer der Mitgründer der Vereinigung der Soldatenmaler die mit zu den Vorreitern der Westlichen Kunst in der Türkei zählten. Im selben Jahr ging er in Pension und startete eine Karriere als Kunstjournalist für mehrere Zeitungen und Zeitschriften. Boyars Bilder sind ausschließlich realistisch. Allerdings kann man in seinen Bildern auch einen impressionistischen Einfluss erkennen.

## Freimaurerei
Ali Sami Boyar war Angaben der Großloge der Freien und Angenommenen Maurer der Türkei zufolge ein Freimaurer. Seine Lichteinbringung erfolgte am 1. Januar 1915.